# Hans Poser (Komponist)
Hans Wolfgang Poser (* 8. Oktober 1917 in Tannenbergsthal/Vogtl.; † 1. Oktober 1970 in Hamburg); Pseudonym Wolfgang Tannenberg, war ein deutscher Komponist und Professor an der Hamburger Staatlichen Hochschule für Musik. Sein Schaffen zeichnet sich durch das Engagement für die Kinder-, Jugend- und Schulmusik bzw. Werke für musikalische Laien aus.

## Leben
Hans Poser wurde am 8. Oktober 1917 in Tannenbergsthal im Vogtland geboren. Poser besuchte von 1929 bis 1937 die Deutsche Oberschule in Auerbach als Internatsschüler. Schon während seiner Schulzeit setzte er sich mit Musiktheorie und Komposition auseinander. Von 1937 bis 1945 war er Soldat, zuletzt als Offizier der Luftwaffe. Ende September 1940 geriet er nach einem Aufklärungsflug über London in britische Kriegsgefangenschaft. Ab Anfang 1941 bis Kriegsende verbrachte Poser seine Kriegsgefangenschaft in Kanada im Lager Gravenhurst. Während dieser Zeit widmete sich Poser intensiv der Musik. Nachdem im Frühjahr 1941 Musikinstrumente durch die Vermittlung des YMCA und der American Aid for German War Prisoners eintrafen, leitete er das Lagerorchester, das bis zu 44 Instrumentalisten umfasste, sowie weitere Musikensembles. Zudem befasste er sich autodidaktisch mit Kompositionslehre, zum Beispiel 1943 Hermann Grabners „Der lineare Satz“. Auch nahm er vereinzelt brieflichen Kontakt mit deutschen Komponisten auf (Hermann Grabner, Paul Hindemith). Nach Kriegsende kehrte er Ende 1946 nach Deutschland zurück und ließ sich in Hamburg nieder. Dort studierte er bis Ende 1947 an der städtischen Schule für Musik und Theater (die spätere Hochschule) bei Ernst Gernot Klussmann und Wilhelm Brückner-Rüggeberg und erhielt gleichzeitig seinen ersten Lehrauftrag. Weitere Lehraufträge folgten, und er wurde 1962 Professor der Hochschule für Musik in Hamburg. Ab 1968 leitete er die Abteilung für Komposition und Theorie. Seit 1953 war er außerdem Mitglied der Akademie der Künste Hamburg. Hans Poser war verheiratet und hatte fünf Kinder, darunter den Jazz-Musiker Florian Poser. Am 1. Oktober 1970 starb Hans Poser im Alter von 52 Jahren in Hamburg, er wurde auf dem Rahlstedter Friedhof beigesetzt.

## Musikalisches Schaffen
Das vielfältige Schaffen Posers umfasst Orchester- und Klaviermusik, Chorwerke, Melodien für den Werbefunk und zwei Fernsehopern. Schlagartig bekannt wurde Poser mit der Uraufführung des Capriccio „Till Eulenspiegel“ op. 35 auf dem Deutschen Sängerbundfest 1956 in Stuttgart. Nach dem anfänglichen Erfolg geriet das Werk jedoch schnell aus dem Blickfeld der Öffentlichkeit.
Posers Werk zeigt ein starkes Engagement für die Musikpädagogik, besonders die Kinder-, Jugend- und Schulmusik. Er komponierte zahlreiche Kinderlieder, Laiensingspiele und kleinere relativ leicht spiel- und singbare Werke, die sich besonders für den Musikunterricht eignen. Dieser „Gebrauchsmusik“ widmete er dabei genauso viel Leidenschaft und Energie wie seinen anderen Werken. Zum Teil verfasste er für diese Lieder selbst die Texte.
Seine kompositorische Handschrift ist nicht so sehr der avantgardistischen Musikströmung seiner Zeit wie etwa den Kompositionen Arnold Schönbergs zuzurechnen. Vielmehr zeichnen sich seine Werke durch eine Traditionsgebundenheit in ästhetischer Nähe zu Paul Hindemith aus.
Für einige seiner Werke, die der Unterhaltungsmusik zuzurechnen sind, benutzte er seit 1939 das Pseudonym Wolfgang Tannenberg.

## Auszeichnungen
- 1950: 3. Preis für die Heitere Ouvertüre (später Derby) op. 21 beim Wettbewerb für neue Unterhaltungsmusik des Süddeutschen Rundfunks in Stuttgart
- 1959: 2. Preis für „Die Auszeichnung“ op. 46, Opernwettbewerb ausgeschrieben vom österreichischen Fernsehen und der UNESCO

## Werke
Orchestermusik
- Konzert für Orchester op. 16
- Concertino für Klavier, Trompete, Schlagzeug und Streichorchester op. 19
- Derby. Heitere Ouvertüre op. 21
- Concerto grazioso für Streichorchester op. 24
- Sinfonia. Feierliche Musik für Streichorchester und tiefe Stimme op. 37
- Jolly Joker. Heiter Ouvertüre op. 41
- Variationen über ein klassisches Thema op. 53

Chormusik 
- Gesang Jeremiae für gemischten Chor, Blechbläser, Klavier, Schlagwerk, Violoncello und Kontrabass op. 25
- Die Fabeln des Äsop für Männerchor, Klavier und Schlagzeug op. 28
- Drei Liedmotetten für gemischten Chor op. 29
- Deutsche Sinngedicht nach Friedrich von Logau für Frauenchor und Klavier op. 32
- Till Eulenspiegel. Ein Capriccio für drei Solostimmen, gemischten Chor und Orchester op. 35 (1956)
- Die Schildbürger. Szenische Kantate für 1-3stg. Chor und Instrumente für 12 bis 14Jährige (1957)
- Vier Chorlieder im Volkston für gemischten Chor op. 39a
- Vom Fischer und seiner Frau. Eine Ballade für drei Solostimmen, gemischten Chor und Orchester op. 50 (1961)
- An Schwager Kronos für Soli, gemischten Chor und Orchester nach Johann Wolfgang von Goethe op. 57
- Requiem für 4- bis 12-stimmigen Chor a cappella (Orgel/Klavier ad lib.) op. 62 (1966)
- Das Testament des François Villon für Bariton, gemischten Chor und Orchester op. 63 (1968)
- Spruchmotetten (4-stimmig) op. 40

Fernsehopern
- Die Auszeichnung (nach Guy de Maupassant, NDR, 14. August 1959) op. 46
- Die Baßgeige (nach Anton Tschechow, ZDF, 19. April 1964) op. 56

Kammermusik
- Suite im alten Stil für Solovioline op. 5
- Sonate für Bratsche und Klavier op. 6
- Sonate für Horn und Klavier op. 8
- Sonate für Oboe und Klavier op. 9
- Sonate für Klarinette und Klavier op. 30
- Sonatine für Sopranblockflöte und Klavier op. 36,1
- Sonatine für Altblockflöte und Klavier op. 36,2
- Sonatine für Tenorblockflöte und Klavier op. 36,3
- Rendsburger Tänze op. 42 (Originalfassung für Streich- oder Blockflöten-Quartett)
- Wandsbeker Tänze op. 49 (Sieben Stücke zu vier Stimmen in beliebiger Besetzung) (Streich- oder Blockflöten-Quartett)
- Sieben Bagatellen für Alt-Blockflöte (Querflöte) und Klavier (Cembalo) op. 52
- Sonatine für Violine und Klavier op. 54,1
- Sonatine für Bratsche und Klavier op. 54,2
- Sonatine für Violoncello und Klavier op. 54,3

Klaviermusik
- Bagatellen op. 1
- Sonate op. 7
- Musik für Ursula op. 10
- Zwei Sonatinen op.12
- Kleine Suite zu vier Händen op. 13
- Sonate für Klavier zu 4 Händen op. 17
- Musik für Klavier op. 24
- Zwei Sonatinen op. 44
- Ich kann Klavier spielen, Leichte Stücke für Klavier, 3 Hefte
- Kleiner Blumenstrauß. Fünf kleine Stücke op. 64

Sing- und Spielmusik
- Wach auf, meins Herzens Schöne, Liebeslieder in vierstimmigen Sätzen
- Zwanzig Kanons für Celli
- Kleine Duette für zwei Geige
- Variationen über „Der Kuckuck und der Esel“ für Geige, Cello und Klavier

Kinderlieder
- Märchenlieder
- Songs für Kinder
- Kommt alle zum Stalle. Neue Lieder zur Weihnachtszeit